# Draft NBA 2009
Il Draft NBA 2009 si è svolto il 25 giugno 2009 al Madison Square Garden di New York. Il draft è stato trasmesso negli Stati Uniti d'America dalla ESPN ed in Italia da Sky Sport.
Secondo alcuni commentatori si è trattato di uno dei draft più ricchi di talento: nonostante i bust non siano mancati, sono stati chiamati diversi giocatori che hanno avuto una grande carriera in NBA:
- Blake Griffin, vincitore dello Slam Dunk Contest nel 2011;
- James Harden, miglior sesto uomo nel 2012 e miglior giocatore dell'anno nel 2018, secondo nella classifica all time di triple segnate in regular season NBA, dietro solo a Stephen Curry;
- Stephen Curry, record NBA assoluto di triple segnate, record NBA di triple segnate in una stagione (402 nel 2016), record NBA di triple segnate in un'edizione dei playoffs (98), record NBA per partite consecutive con una tripla segnata (233), record NBA con almeno una tripla messa a segno nei playoffs (75), record NBA di triple segnate in una partita (13 nel 2016),[1] record NBA di punti segnati in un supplementare (17 nei playoffs 2016), due volte miglior giocatore dell'anno nel 2015 e nel 2016 (in quest'ultima occasione diventò il primo a ottenere tale riconoscimento all'unanimità, ricevendo tutti i 131 voti),[2] vincitore della gara del tiro da tre punti nel 2015 e nel 2021, record NBA per triple realizzate nelle NBA Finals (28 nel 2016)[3] e soprattutto 4 volte campione NBA (2015, 2017, 2018 e 2022) e nominato miglior giocatore delle finali nba edizione 2021-22
- DeMar DeRozan, recordman di punti nella storia dei Toronto Raptors[4]

Tra gli altri giocatori che stanno avendo un'ottima carriera in NBA vanno segnalati: Tyreke Evans (vincitore del ROY nel 2010 ma penalizzato da infortuni durante la sua carriera), Ricky Rubio, Brandon Jennings, Jrue Holiday, Ty Lawson, Jeff Teague, Darren Collison, Taj Gibson, DeMarre Carroll, Patrick Beverley, Danny Green (che segnò 27 triple nelle NBA Finals 2013, record precedente a quello di Curry), Patty Mills.

## Regole di eleggibilità
- Tutti i giocatori devono avere o compiere almeno 19 anni l'anno del draft. I giocatori eleggibili nel draft 2009 devono essere nati il 31 dicembre 1990 o prima.
- Ogni giocatore che non si definisce come "giocatore internazionale", come definito dalla CBA, deve essere stato rimosso dalla graduatoria della sua high school da almeno un anno.

## Giocatori scelti al 1º giro
|   | Indica un giocatore che è stato selezionato per almeno un All-Star Game ed è inserito in un All-NBA Team |
|   | Indica un giocatore che è stato selezionato per almeno un All-Star Game                                  |
| * | Indica il giocatore che ha vinto il titolo di Rookie of the Year                                         |
| G | Indica un giocatore che ha vinto il titolo di NBA Most Valuable Player Award                             |
|   | Indica un giocatore che non ha mai giocato una partita in NBA                                            |

| Scelta | Giocatore         | Ruolo | Nazionalità             | Squadra NBA                                                  | Scuola/ex squadra                      |
| ------ | ----------------- | ----- | ----------------------- | ------------------------------------------------------------ | -------------------------------------- |
| 1      | Blake Griffin *   | AG    | Stati Uniti             | Los Angeles Clippers                                         | Oklahoma So.                           |
| 2      | Hasheem Thabeet   | C     | Tanzania                | Memphis Grizzlies                                            | Connecticut Jr.                        |
| 3      | James Harden      | G     | Stati Uniti             | Oklahoma City Thunder                                        | Arizona State So.                      |
| 4      | Tyreke Evans *    | PM    | Stati Uniti             | Sacramento Kings                                             | Memphis Fr.                            |
| 5      | Ricky Rubio       | PM    | Spagna                  | Minnesota Timberwolves (da Washington)                       | DKV Joventut (Spagna) 1990             |
| 6      | Jonny Flynn       | PM    | Stati Uniti             | Minnesota Timberwolves                                       | Syracuse So.                           |
| 7      | Stephen Curry     | PM/G  | Stati Uniti             | Golden State Warriors                                        | Davidson Jr.                           |
| 8      | Jordan Hill       | AG    | Stati Uniti             | New York Knicks                                              | Arizona Jr.                            |
| 9      | DeMar DeRozan     | G     | Stati Uniti             | Toronto Raptors                                              | USC Fr.                                |
| 10     | Brandon Jennings  | PM    | Stati Uniti             | Milwaukee Bucks                                              | Lottomatica Roma (Italia) 1989         |
| 11     | Terrence Williams | G     | Stati Uniti             | New Jersey Nets                                              | Louisville Sr.                         |
| 12     | Gerald Henderson  | G     | Stati Uniti             | Charlotte Bobcats                                            | Duke Jr.                               |
| 13     | Tyler Hansbrough  | AG    | Stati Uniti             | Indiana Pacers                                               | North Carolina Sr.                     |
| 14     | Earl Clark        | AP    | Stati Uniti             | Phoenix Suns                                                 | Louisville Jr.                         |
| 15     | Austin Daye       | AP    | Stati Uniti             | Detroit Pistons                                              | Gonzaga So.                            |
| 16     | James Johnson     | AP/AG | Stati Uniti             | Chicago Bulls                                                | Wake Forest So.                        |
| 17     | Jrue Holiday      | PM    | Stati Uniti             | Philadelphia 76ers                                           | UCLA Fr.                               |
| 18     | Ty Lawson         | PM    | Stati Uniti             | Minnesota Timberwolves (da Miami)                            | North Carolina Jr.                     |
| 19     | Jeff Teague       | PM    | Stati Uniti             | Atlanta Hawks                                                | Wake Forest So.                        |
| 20     | Eric Maynor       | PM    | Stati Uniti             | Utah Jazz                                                    | VCU Sr.                                |
| 21     | Darren Collison   | PM    | Stati Uniti             | New Orleans Hornets                                          | UCLA Sr.                               |
| 22     | Víctor Claver     | AP    | Spagna                  | Portland Trail Blazers (da Dallas)                           | Pamesa Valencia (Spagna) 1988          |
| 23     | Omri Casspi       | AP    | Israele                 | Sacramento Kings (da Houston)                                | Maccabi Tel Aviv (Israele) 1988        |
| 24     | B.J. Mullens      | C     | Stati Uniti Regno Unito | Dallas Mavericks (da Portland, scambiato con Oklahoma City)  | Ohio State Fr.                         |
| 25     | Rodrigue Beaubois | PM    | Francia                 | Oklahoma City Thunder (da San Antonio, scambiato con Dallas) | Cholet (Francia) 1988                  |
| 26     | Taj Gibson        | AG    | Stati Uniti             | Chicago Bulls (da Denver via Oklahoma City)                  | USC Jr.                                |
| 27     | DeMarre Carroll   | AP/AG | Stati Uniti             | Memphis Grizzlies (da Orlando)                               | Missouri Sr.                           |
| 28     | Wayne Ellington   | G     | Stati Uniti             | Minnesota Timberwolves (da Boston)                           | North Carolina Jr.                     |
| 29     | Toney Douglas     | PM/G  | Stati Uniti             | Los Angeles Lakers (scambiato con New York)                  | Florida State Sr.                      |
| 30     | Christian Eyenga  | G/AP  | RD del Congo            | Cleveland Cavaliers                                          | CB Prat (Spagna, terza divisione) 1989 |

## Giocatori scelti al 2º giro
| Scelta | Giocatore        | Ruolo | Nazionalità                    | Squadra NBA                                                                | Scuola/ex squadra               |  |
| ------ | ---------------- | ----- | ------------------------------ | -------------------------------------------------------------------------- | ------------------------------- |  |
| 31     | Jeff Pendergraph | AG    | Stati Uniti                    | Sacramento Kings (scambiato con Portland)                                  | Arizona State Sr.               |  |
| 32     | Jermaine Taylor  | G     | Stati Uniti                    | Washington Wizards (scambiato con Houston)                                 | Central Florida Sr.             |  |
| 33     | Dante Cunningham | AP/AG | Stati Uniti                    | Portland Trail Blazers (da LA Clippers)                                    | Villanova Sr.                   |  |
| 34     | Sergio Llull     | PM    | Spagna                         | Denver Nuggets (da Oklahoma City, scambiato con Houston)                   | Real Madrid (Spagna) 1987       |  |
| 35     | DaJuan Summers   | AP    | Stati Uniti                    | Detroit Pistons (da Minnesota)                                             | Georgetown Jr.                  |  |
| 36     | Sam Young        | AP    | Stati Uniti                    | Memphis Grizzlies                                                          | Pittsburgh Sr.                  |  |
| 37     | DeJuan Blair     | AG    | Stati Uniti                    | San Antonio Spurs (da Golden State via Phoenix)                            | Pittsburgh So.                  |  |
| 38     | Jon Brockman     | AG    | Stati Uniti                    | Portland Trail Blazers (da New York via Chicago, scambiato con Sacramento) | Washington Sr.                  |  |
| 39     | Jonas Jerebko    | AP    | Svezia                         | Detroit Pistons (da Toronto)                                               | Angelico Biella (Italia) 1987   |  |
| 40     | Derrick Brown    | AP    | Stati Uniti                    | Charlotte Bobcats (da New Jersey via Oklahoma City)                        | Xavier Jr.                      |  |
| 41     | Jodie Meeks      | G     | Stati Uniti                    | Milwaukee Bucks                                                            | Kentucky Jr.                    |  |
| 42     | Patrick Beverley | PM    | Stati Uniti                    | Los Angeles Lakers (da Charlotte, scambiato con Miami)                     | Dnipro (Ucraina) 1989           |  |
| 43     | Marcus Thornton  | G     | Stati Uniti                    | Miami Heat (da Indiana, scambiato con New Orleans)                         | LSU Sr.                         |  |
| 44     | Chase Budinger   | G     | Stati Uniti                    | Detroit Pistons (scambiato con Houston)                                    | Arizona Sr.                     |  |
| 45     | Nick Calathes    | PM    | Stati Uniti/ Grecia            | Minnesota Timberwolves (da Philadelphia via Miami, scambiato con Dallas)   | Florida So.                     |  |
| 46     | Danny Green      | AP    | Stati Uniti                    | Cleveland Cavaliers (da Chicago)                                           | North Carolina Sr.              |  |
| 47     | Henk Norel       | PF    | Paesi Bassi                    | Minnesota Timberwolves (da Miami)                                          | DKV Joventut (Spagna) 1987      |  |
| 48     | Taylor Griffin   | AG    | Stati Uniti                    | Phoenix Suns                                                               | Oklahoma Sr.                    |  |
| 49     | Serhij Hladyr    | G     | Ucraina                        | Atlanta Hawks                                                              | MBK Mykolaïv (Ucraina) 1989     |  |
| 50     | Goran Suton      | C     | Croazia/ Stati Uniti           | Utah Jazz                                                                  | Michigan State Sr.              |  |
| 51     | Jack McClinton   | G     | Stati Uniti                    | San Antonio Spurs (da New Orleans via Toronto)                             | Miami Sr.                       |  |
| 52     | A.J. Price       | PM    | Stati Uniti                    | Indiana Pacers (da Dallas)                                                 | Connecticut Sr.                 |  |
| 53     | Nando de Colo    | PM/G  | Francia                        | San Antonio Spurs (da Houston)                                             | Cholet (Francia) 1987           |  |
| 54     | Robert Vaden     | G     | Stati Uniti                    | Charlotte Bobcats (da San Antonio, scambiato con Oklahoma City)            | UAB Sr.                         |  |
| 55     | Patty Mills      | PM    | Australia                      | Portland Trail Blazers (da Denver)                                         | Saint Mary's So.                |  |
| 56     | Ahmad Nivins     | AG    | Stati Uniti                    | Dallas Mavericks (da Portland)                                             | Saint Joseph's Sr.              |  |
| 57     | Emir Preldžič    | AP    | Slovenia/ Bosnia ed Erzegovina | Phoenix Suns (da Orlando via Oklahoma City)                                | Fenerbahçe Ülker (Turchia) 1988 |  |
| 58     | Lester Hudson    | G     | Stati Uniti                    | Boston Celtics                                                             | Tennessee-Martin Sr.            |  |
| 59     | Chinemelu Elonu  | AG    | Nigeria/ Stati Uniti           | Los Angeles Lakers                                                         | Texas A&M Jr.                   |  |
| 60     | Robert Dozier    | AP/AG | Stati Uniti                    | Miami Heat (da Cleveland)                                                  | Memphis Sr.                     |  |

Legenda
| PM | Playmaker | G | Guardia tiratrice | AP | Ala piccola | AG | Ala grande | C | Centro |